# الصحة في جنوب السودان

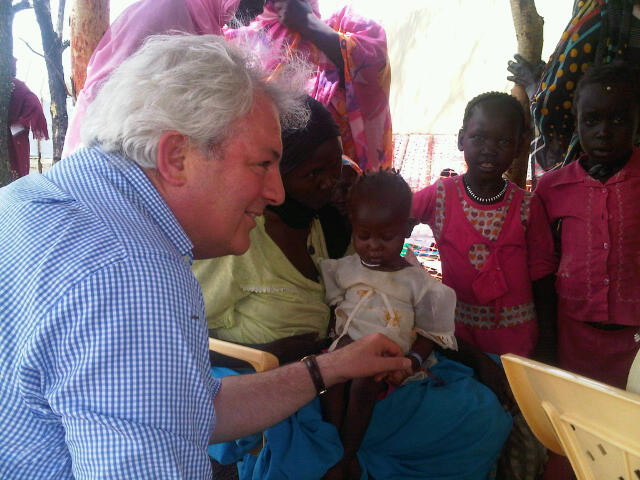
وزير التنمية الدولية ستيفن أوبراين يلتقي بأم وطفلها يتلقيان العلاج الطبي في مركز صحي في جمام، جنوب السودان.

يواجه جنوب السودان في فترة ما بعد الصراع تحديات هائلة في تقديم الرعاية الصحية للسكان. تشمل التحديات: البنى التحتية الصحية المعطلة، ونظام الصحة العامة المنهار تقريبًا، وعدم كفاية المهنيين الصحيين المؤهلين. البلد بعيد عن تحقيق الأهداف الإنمائية للألفية بحلول نهاية عام 2015. يحتاج النظام الصحي إلى إنعاش كبير، بالإضافة إلى دعم وتطوير مؤسسات التدريب الصحي.
من المعروف أن جنوب السودان لديه بعض من أسوأ المؤشرات الصحية في العالم.
تم نشر مقياس جديد لرأس المال البشري المتوقع محسوبًا لـ 195 دولة من عام 1990 إلى عام 2016 ومُحدد لكل مجموعة ولادة على أنه السنوات المتوقعة التي تعيش من سن 20 إلى 64 عامًا وتعديلها للتحصيل التعليمي أو جودة التعلم أو التعليم والحالة الصحية الوظيفية ذا لانسيت في سبتمبر 2018. كان لجنوب السودان ثاني أدنى مستوى من البلدان المتوقعة لرأس المال البشري مع 2 سنوات متوقعة من الصحة والتعليم والتعلم والمعاشة بين سن 20 و 64 عامًا. كان هذا تحسنًا عن عام 1990 عندما كانت نتيجته 1.